# Rugāji (novads)
Rugāji (łot.: Rugāju novads) – jeden z łotewskich novadsów, funkcjonujący w latach 2009–2021.

## Historia
Novads powstało na terenach należących przed 2009 do rejonu Balvi.
W skład novadsu wchodziły dwa pagastsy: Lazdukalns i Rugāji. Jego stolicą została wieś Rugāji.
Zlikwidowany w ramach reformy administracyjnej 30 czerwca 2021. Wszedł w całości w skład nowego novadsu Balvi.